# 重要影響事態
重要影響事態（じゅうようえいきょうじたい）とは、日本の平和及び安全に重要な影響を与える事態の名称である。重要影響事態に際して我が国の平和及び安全を確保するための措置に関する法律1条に定義される。
平和安全法制の整備に伴う法改正により、「日本周辺の地域における」という地理的制約が削られ、「日本周辺の地域における日本の平和及び安全に重要な影響を与える事態」（周辺事態）から変更された。

## 概説
重要影響事態に際して我が国の平和及び安全を確保するための措置に関する法律（重要影響事態法）1条は、「そのまま放置すれば我が国に対する直接の武力攻撃に至るおそれのある事態等我が国の平和及び安全に重要な影響を与える事態（以下「重要影響事態」という。）」と定義する。
重要影響事態は明瞭な地理的区分に基づいた概念ではなく、その情勢の性質に基づいたものである。従って重要影響事態は日本の平和と安全に重大な影響を与える実力行使を伴う武力紛争が生じる情勢だと定義できる。つまり、重要影響事態には外敵による大規模な直接侵略だけではなく、土台人や工作員によるテロリズム等、間接侵略、または、ホルムズ海峡等の日本への重要な航路が機雷で閉鎖された場合など様々な日本に重要な影響を与える事態が想定される。他方、膨大な難民の発生なども含まれる。日本に行く難民としては、朝鮮半島有事における脱北者が想定される。
重要影響事態の発生においては、日本政府はアメリカ政府と共に事態に処置するための協議を行う。そして状況悪化を抑制するために外交的・軍事的な手段を準備して実施するように努めることとされている。